# Louis Agnel
Pour les articles homonymes, voir Louis Agnel (homonymie).
Louis-Gaspard-Basile Agnel, né le 14 juin 1761 à Embrun (Hautes-Alpes) et mort le 9 juillet 1840 à Brunoy (Seine-et-Oise, actuellement dans l'Essonne), est un officier et homme politique français, ancien député des Hautes-Alpes.

## Biographie
Gaspard Basile Agnel naît le 14 juin 1761 à Embrun. Il est le fils de Jean Agnel, magistrat, et de son épouse, Ennemonde Victoire Sylvestre.

### Carrière militaire
Il commence sa carrière militaire, dans le 1er bataillon de volontaires des Hautes-Alpes, qu'il incorpore le 18 octobre 1791. Il intègre ensuite la 69e demi-brigade, devenue le 18e d'infanterie de ligne. Il y devient rapidement lieutenant, puis capitaine. Il se distingue lors des campagnes de 1792, à l'armée des Alpes, et de 1793, à l'armée des Pyrénées-Orientales. Il a participe à plusieurs sièges, notamment Collioure, Saint-Elme, Port-Vendres et Bellegarde, et à la prise de la forteresse de Figuières, où il enlève à la baïonnette, avec deux compagnies, la redoute de la Madeleine. Il défendit cette place contre les attaques réitérées des Espagnols, puis il passa à l'armée d'Italie ; commandant un bataillon à Montenotte, il fit 300 prisonniers à l'ennemi. Blessé à l'affaire de Lodi, il entra, le 28 floréal an V, dans l'état-major de Masséna, puis fut attaché au général Brune qu'il accompagna en Suisse et en Hollande. Brune et Massena le signalèrent, après les victoires d'Alkmaer et de Beverwijck, comme un officier du plus grand mérite ; il venait d'être fait, sur le champ de bataille, adjudant-général chef de brigade (26 vendémiaire an VIII). Après sa parenthèse politique, il reprend sa carrière militaire, au commandement des places de Montreuil, puis Friedland et Greisswalde. Après un dernier séjour en Espagne, au siège de Saragosse, il met fin à sa carrière, pour raison de santé, et prend sa retraite le 6 octobre 1815.
Il est nommé chevalier de la Légion d'honneur, le 15 pluviôse an XII (5 février 1804), puis officier, le 25 prairial an XII (14 juin 1804). Il reçoit également de Louis XVIII la croix de Saint-Louis.

### Carrière politique
Louis Agnel était en campagne en Italie, lorsqu'il apprit que le département des Hautes-Alpes l'avait désigné comme leur représentant pour siéger au Corps législatif. Il occupa ce poste du 22 mars 1802 au 6 juin 1814. À la fin de sa carrière militaire, après la Révolution de Juillet, il se retire à Brunoy (Seine-et-Oise), où il devient maire, après la révolution de Juillet. Il meurt à Brunoy le 9 juillet 1840.